# Gedenkzuil van De Surinaamsche Bank
De gedenkzuil van De Surinaamsche Bank werd onthuld tijdens het 125-jarige jubileum van de bank in 1990. Het staat op een sokkel voor de bank aan de Henck Arronstraat in Paramaribo, Suriname, naast de kathedrale basiliek.
Van 1829 tot 1831 drukte de Particuliere West-Indische Bank bankbiljetten voor Suriname. Daarna was er decennialang geen sprake meer van een bankwezen in Suriname, totdat in 1865 De Surinaamsche Bank (DSB) werd opgericht. Deze bank verkreeg eveneens het recht om bankbiljetten uit te geven en fungeerde als een commerciële bank. De uitgifte van bankbiljetten werd later overgedragen aan Centrale Bank van Suriname (CBvS). Hiermee is DSB de oudst nog opererende bank van Suriname.
De gedenkzuil is gemaakt van plaatstaal door Erwin de Vries en is een geschenk van de Surinaamse Bankiersvereniging. De directeur van de DSB, Jozef Brahim, onthulde het monument op 19 januari 1990 door een wit doek weg te nemen. Er werden toespraken gehouden door Brahim, Ramsewak Shankar (president DSB), Henk Goedschalk (CBvS) en Jan Kalff (als grootaandeelhouder voor de ABN). Er werd veel lof uitgedeeld en de top van de bank ontving hoge decoraties in de Ereorde van de Palm.
Tijdens het jubileum werd ook het boek Verbondenheid Suriname DSB / 1865-1990 uitgebracht en kregen twaalf sociale doelen een bedrag van 125.000 gulden om te verdelen. Suriname Alcohol Beverages bracht voor deze gelegenheid een speciale rum uit en het koor van de kathedraal nam een elpee op met financiële steun van DSB. Het personeel kreeg beide in een cadeaupakket samen met een speciale munt, en daarnaast werd het sociale fonds van de bank uitgebreid. Vijfentwintig jaar later werd het 150-jarige jubileum opnieuw uitgebreid gevierd.